# Dhemaji
Dhemaji là một thị xã và là nơi đặt ủy ban khu vực thị xã (town area committee) của quận Dhemaji thuộc bang Assam, Ấn Độ.

## Địa lý
Dhemaji có vị trí 27°29′B 94°35′Đ / 27,48°B 94,58°Đ Nó có độ cao trung bình là 91 mét (298 feet).

## Nhân khẩu
Theo điều tra dân số năm 2001 của Ấn Độ, Dhemaji có dân số 11.851 người. Phái nam chiếm 54% tổng số dân và phái nữ chiếm 46%. Dhemaji có tỷ lệ 76% biết đọc biết viết, cao hơn tỷ lệ trung bình toàn quốc là 59,5%: tỷ lệ cho phái nam là 80%, và tỷ lệ cho phái nữ là 70%. Tại Dhemaji, 13% dân số nhỏ hơn 6 tuổi.